# Brashlyan Cove
Die Brashlyan Cove (englisch; bulgarisch Бръшлян saliw Braschljan) ist eine 1,3 km breite und 0,48 km lange Bucht an der Südostküste von Smith Island im Archipel der Südlichen Shetlandinseln. Sie liegt 9,5 km nordöstlich des Kap James unmittelbar nordöstlich des Dupnitsa Point. Der Gramada-Gletscher mündet in ihr Kopfende.
Bulgarische Wissenschaftler kartierten sie 2009. Die bulgarische Kommission für Antarktische Geographische Namen benannte sie 2015 nach der Ortschaft Braschljan im Südosten Bulgariens.